# 延西高速公路
延安－西安高速公路，简称延西高速，中国国家高速公路网编号为G6522（原编号为G65W），是包茂高速公路的并行线之一，起点位于延安市，途经富县、洛川县、宜君县、铜川市，终点位于西安市。

## 分段情况

### 西安至铜川新区段
简称“西铜高速”，起于西安绕城高速公路吕小寨立交，途经西安市未央区、高陵区、泾阳县、三原县至铜川新区，接铜川至黄陵高速公路，全长62.8公里，其中泾河立交以南按双向八车道标准设计、以北按双向六车道标准设计，全线设计车速120公里/小时。共有桥梁30座，其中特大桥、大桥18座，桥梁长度22.576公里。于2009年1月开工建设，2011年12月8日正式通车。全段由陕西省高速公路建设集团公司西耀分公司负责运营管理。

### 铜川至黄陵段
简称“铜黄高速”，起于铜川新区，经铜川市耀州区、王益区、印台区、宜君县，止于延安市黄陵县界桩立交，全长102.2公里。主线采用双向六车道标准，设计速度100公里/小时，路基宽度33.5米。铜黄高速公路分为两段实施建设，铜川新区至何家坊段全长46.1公里，于2010年4月实质性开工，2013年12月23日建成通车；何家坊至黄陵段于2012年10月开工，其中，何家坊至铜川北（4.42公里）于2014年12月31日建成，铜川北至黄陵（51.68公里）于2015年9月24日交工验收。2015年10月17日全线建成通车。

### 黄陵至延安段
简称“黄延高速”，起于铜川市宜君县崖头庄，经延安市黄陵县、富县、甘泉县，止于延安市安塞县沿河湾镇南侧，和包茂高速、延延高速以枢纽立交相接，路线全长153.909公里。全线按照双向六车道高速公路标准建设，设计时速100公里/小时，限速120公里/小时，路基宽度33.5米，全线设互通式立交9处、收费站7处、服务区3处（分别为黄陵北、甘泉、延安西服务区）。于2016年9月12日建成通车。

## 沿线设施列表
| 地区                                                                                         | 里程    | 类型                              | 名称                | 连接                                      | 说明                            |
| -------------------------------------------------------------------------------------------- | ------- | --------------------------------- | ------------------- | ----------------------------------------- | ------------------------------- |
| 延安市 安塞区                                                                                |         | 枢纽 · 主线出入口                 | 马家沟枢纽          | 包茂高速 长延高速                         |                                 |
| 延安市 宝塔区                                                                                |         | 出入口                            | 延安北              | 210国道                                   |                                 |
| 延安市 宝塔区                                                                                |         | 出入口                            | 延安南              | 210国道                                   |                                 |
| 延安市 宝塔区                                                                                | 35.950  | 停车场 · 加油设施 · 修车站 · 餐厅 | 延安服务区          | 延安服务区                                | 延安方向                        |
| 延安市 宝塔区                                                                                |         | 出入口                            | 南泥湾              | 303省道                                   |                                 |
| 延安市 甘泉县                                                                                | 56.300  | 停车场 · 飲料小吃                 | 郝滩停车区          | 郝滩停车区                                | 西安方向                        |
| 延安市 甘泉县                                                                                |         | 出入口                            | 甘泉                | 清泉线                                    |                                 |
| 延安市 富县                                                                                  | 87.017  | 停车场 · 加油设施 · 修车站 · 餐厅 | 富县服务区          | 富县服务区                                |                                 |
| 延安市 富县                                                                                  |         | 出入口                            | 富县                | 309国道                                   |                                 |
| 延安市 富县                                                                                  |         | 枢纽                              | 厢西堡枢纽          | 青兰高速                                  |                                 |
| 延安市 洛川县                                                                                |         | 出入口                            | 洛川                | 迎宾大道                                  |                                 |
| 延安市 洛川县                                                                                | 131.154 | 停车场 · 加油设施 · 修车站 · 餐厅 | 洛川服务区          | 洛川服务区                                |                                 |
| 延安市 洛川县                                                                                |         | 停车场 · 飲料小吃                 | 观景台              | 观景台                                    |                                 |
| 延安市 黄陵县                                                                                |         | 出入口                            | 阿党                | 桐店路                                    |                                 |
| 延安市 黄陵县                                                                                |         | 出入口                            | 黄陵                | 327国道                                   |                                 |
| 铜川市 宜君县                                                                                | 160.000 | 停车场 · 加油设施 · 修车站 · 餐厅 | 黄陵服务区          | 黄陵服务区                                |                                 |
| 铜川市 宜君县                                                                                |         | 枢纽                              | 杜村立交            | 彭镇联络线                                | 经界桩长隧道和界庄立交          |
| 铜川市 宜君县                                                                                |         | 出入口                            | 彭镇                | 彭镇                                      |                                 |
| 铜川市 宜君县                                                                                |         | 出入口                            | 宜君                | 宜君                                      |                                 |
| 铜川市 宜君县                                                                                | 187.000 | 停车场 · 加油设施 · 修车站 · 餐厅 | 宜君服务区          | 宜君服务区                                |                                 |
| 铜川市 宜君县                                                                                |         | 枢纽                              | 半截沟立交          | 半截沟联络线                              | 延安方向入，西安方向出          |
| 铜川市 印台区                                                                                |         | 出入口                            | 金锁关              | 210国道                                   |                                 |
| 铜川市 印台区                                                                                | 213.500 | 停车场 · 加油设施 · 修车站 · 餐厅 | 铜川北服务区        | 铜川北服务区                              |                                 |
| 铜川市 王益区                                                                                |         | 出入口                            | 王益                | 川口路                                    |                                 |
| 铜川市 王益区                                                                                |         | 出入口                            | 黄堡                | 210国道                                   |                                 |
| 铜川市 耀州区                                                                                |         | 出入口                            | 耀州                | 210国道                                   | 延安方向入，西安方向出          |
| 铜川市 耀州区                                                                                |         | 出入口                            | 耀州第2             | 210国道                                   | 延安方向出，西安方向入          |
| 渭南市 富平县                                                                                |         | 出入口 · 主线收费站               | 铜川                | 九州东道                                  | 延安方向出，西安方向入          |
| 渭南市 富平县                                                                                |         | 出入口                            | 铜川新区            | 新纪元大道、长虹南路                      | 免费路段起点                    |
| 咸阳市 三原县                                                                                |         | 出入口                            | 马额                | 马额                                      | 延安方向入，西安方向出          |
| 咸阳市 三原县                                                                                |         | 出入口 · 停车场                   | 陵前                | 陵前                                      | 延安方向出，西安方向入          |
| 咸阳市 三原县                                                                                |         | 出入口                            | 新兴                | 新兴                                      |                                 |
| 咸阳市 三原县                                                                                |         | 出入口                            | 阎良                | 关中环线                                  |                                 |
| 咸阳市 三原县                                                                                |         | 出入口                            | 独李                | 池阳大街                                  |                                 |
| 咸阳市 三原县                                                                                |         | 出入口                            | 周肖                | 正大路、高三路                            | 延安方向出，西安方向入          |
| 咸阳市 三原县                                                                                |         | 停车场 · 加油设施 · 修车站 · 餐厅 | 三原服务区          | 三原服务区                                |                                 |
| 咸阳市 泾阳县                                                                                |         | 出入口                            | 西铜一级路          | 原点大道、高泾路                          | 免费路段终点                    |
| 咸阳市 泾阳县                                                                                |         | 主线收费站                        | 西安北收费站        | 西安北收费站                              |                                 |
| 西安市 高陵区                                                                                |         | 出入口                            | 泾渭新城            | 泾高南路                                  | 免费路段起点                    |
| 咸阳市 泾阳县                                                                                |         | 出入口                            | 马家湾/中国原点新城 | 沣泾大道（西安方向） 汉景东街（延安方向） |                                 |
| 咸阳市 泾阳县                                                                                |         | 枢纽 · 枢纽匝道收费站             | 聂冯                | 包茂高速                                  | 仅G65包头方向↔G6522西安方向互通 |
| 西安市 高陵区                                                                                |         | 出入口                            | 梁村塬              | 机场公路                                  |                                 |
| 西安市 高陵区                                                                                |         | 出入口                            | 渭河电厂            | 河堤路 101县道                            |                                 |
| 西安市 未央区                                                                                |         | 出入口                            | 尚稷路              | 辅路                                      | 延安方向入，西安方向出          |
| 西安市 未央区                                                                                |         | 出入口                            |                     | 辅路                                      | 延安方向出，西安方向入          |
| 西安市 未央区                                                                                |         | 出入口                            |                     | 秦汉大道/西安北站                         | 延安方向入，西安方向出          |
| 西安市 未央区                                                                                |         | 出入口                            |                     | 辅路                                      | 延安方向出，西安方向入          |
| 西安市 未央区                                                                                |         | 出入口                            | 草滩                | 秦汉大道                                  |                                 |
| 西安市 未央区                                                                                |         | 出入口                            |                     | 辅路                                      | 延安方向出，西安方向出          |
| 西安市 未央区                                                                                |         | 出入口                            |                     | 辅路                                      | 延安方向入，西安方向入          |
| 西安市 未央区                                                                                |         | 出入口                            | 西安奥体中心        | 元朔大道                                  | 西安方向出入口，往东            |
| 西安市 未央区                                                                                |         | 出入口                            |                     | 辅路                                      | 延安方向入，西安方向入          |
| 西安市 未央区                                                                                |         | 出入口                            |                     | 元鼎路（西安方向） 昭远门路（延安方向）   |                                 |
| 西安市 未央区                                                                                |         | 枢纽 · 枢纽匝道收费站             | 吕小寨/未央北       | 西安绕城高速                              |                                 |
| 西安市 未央区                                                                                |         | 主线出入口                        | 未央南              | 凤城十二路、未央路                        |                                 |
| 1.000 英里 = 1.609 千米；1.000 千米 = 0.621 英里 并行路段 • 已关闭／取消 • 限制进入 • 未开放 |         |                                   |                     |                                           |                                 |